# Luca di Messina
San Luca I Archimandrita di Messina (Rossano, XI secolo – Messina, 27 febbraio 1149) è stato un abate italiano, fondatore dell’Archimandritato del Santissimo Salvatore di Messina.

## Biografia
Nasce a Rossano in un anno imprecisato della seconda metà dell'XI secolo.
Noto per la sua santità, fu nominato dal Re Ruggero II di Sicilia, dapprima Igumeno (cioè Superiore) e poi, nel 1134, Archimandrita del protomonastero del Santissimo Salvatore di Messina. Giunse nella Città dello Stretto, seguito da dodici monaci tra il mese di agosto del 1130 e il mese di maggio del 1131, quando ancora l'edificazione del monastero non era stata ultimata; è considerato il vero fondatore dell'Archimandritato del Santissimo Salvatore di Messina.
Il Re di Sicilia Ruggero II gli concesse numerosi privilegi, infatti poteva fregiarsi del titolo di Archimandrita e il suo monastero non soggiaceva ad alcuna autorità ecclesiastica e secolare, dipendendo direttamente dal sovrano siciliano.
Dal suo monastero dipendevano numerosi cenobi sparsi per il Val Demone.
Dopo aver constatato il decadimento morale e spirituale in cui era caduto il monachesimo della Sicilia e della Calabria meridionale, mise mano alla redazione del Typicon, per ricordare ai monaci le regole di vita che avevano accettate indossando l'abito monacale.
Tra i numerosi privilegi di carattere politico ricevuti dalla monarchia degli Altavilla di Sicilia, di precipua importanza fu la signoria feudale sulla Terra di Savoca, con poteri di mero e misto imperio, che si protrasse per tutti i suoi successori fino all'emanazione della Costituzione siciliana del 1812. Detta signoria consentì a tutti gli Archimandriti messinesi il diritto di sedere nel Parlamento siciliano partecipando alle deliberazioni.
L'Archimandrita Luca morì a Messina il 27 febbraio 1149; i suoi resti mortali furono riposti in un sarcofago di epoca tardo romana, successivamente traslato nei pressi della Chiesa di San Giovanni di Malta, e oggi custodito nel museo regionale interdisciplinare di Messina.
Gli succedette, quale Archimandrita del Santissimo Salvatore, Luca II.
La riforma dell'Archimandrita Luca I, favorì il rinnovamento della spiritualità monastica nel Regno di Sicilia, rappresentando il tentativo di sopravvivenza dell'elemento greco in un territorio in cui andava ormai dilagando quello latino.